# 소장무
제 세종 문황제 소장무(齊 世宗 文皇帝 蕭長懋, 458년 ~ 493년 음력 2월 25일)는 중국 남북조 시대 남제의 추존 황제로, 무제의 맏아들이다. 자는 운교(雲喬)고, 소자(小字)는 백택(白澤)이다. 남난릉(南蘭陵) 출신이다. 아들 울림왕이 즉위한 후 추존되었다.

## 생애
처음에 유송에서 벼슬해 보국장군(輔國將軍)과 옹주자사(雍州刺史)를 지냈다.
유송 순제 재위 초반에 형주자사(荊州刺史) 심유지(沈攸之)가 할아버지인 소도성에게 반란을 일으켰는데 양주자사(揚州刺史) 범백년(范柏年)이 관망하다가 심유지와 서로 호응하려고 했다. 반란이 평정된 뒤 소장무가 범백년을 유인하여 양양(襄陽)으로 오게 했고 도착하자 곧 살해하였다.
남제가 세워진 뒤에, 고제 재위 초기에 남군왕(南郡王)으로 봉해졌고, 거듭 승진하여 남서주자사(南徐州刺史)가 되었다. 아버지인 무제가 즉위하자 황태자로 책봉되었다. 예로써 문사를 대우하고 무인들을 양성했다. 불교를 좋아해서 육질관(六疾館)을 세워 어려운 사람을 구제했다.
성격이 호방하고 사치스러웠으며 궁성의 복식과 장식들이 지나치게 호사하여 무제가 보고 크게 화를 냈다.
무제가 태자궁의 동전을 지나가다가 그곳의 장대하고 화려함을 보고 크게 노하여서 감작주수(監作主帥, 작업을 감독하는 책임을 진 지휘자)들을 모두 체포하게 하였는데 소장무가 그들을 모두 숨겨주었다가 이로 말미암아 크게 책망을 받았다.
또 무제의 총애를 받는 사람인 서문경(徐文景)으로 하여금 연(輦)과 승여(乘輿)에 딸린 어용물건들을 만들게 하였는데 무제가 갑자기 동궁에 행차하자 황급하여 그것들을 감출 겨를이 없었으므로 서문경이 마침내 불상을 연 안에 넣었으며 이 때문에 무제가 의심하지 않았다. 그러나 훗날에 서문경은 결국 죽음이 내려졌다.
일찍이 서창후 소란을 미워하여 동생인 경릉왕 소자량에게 말하기를, "나는 마음속으로 이 사람을 특별히 좋아하지 않는데 그 연고를 이해하지 못하겠으니 당연히 그의 복이 박하기 때문일 것이다." 소자량이 소란을 위해 풀어주려고 하였다. 훗날 소란이 정권을 잡자 자손들이 모두 죽임을 당했다.
493년에 병으로 인하여 향년 36세로 사망하였다.
사후에 무제가 동궁으로 걸어가서 의복과 완구들을 보고서 크게 노하여 유사에게 명령해 이를 모두 부숴버리게했다. 또한 소자량이 사이좋게 잘 지냈으나 이를 알리지 않았다하여 아울러 그를 책망하였다.

## 평가
"태자는 풍모와 운치에서 온화하였는데, 황상(소색)이 말년에 놀며 잔치 베풀기를 좋아하니, 상서조(尙書曹)의 사무를 나누어서 이를 태자에게 보내 살피도록 하였고, 이로 말미암아 태자의 위세가 안팎에 더하여졌다.
태자는 성격이 사치스럽고 화려하여 궁전과 동산을 수리하는데 상궁(上宮, 황제가 사는 궁전)보다 더 나았고, 비용은 천만 전을 헤아렸는데 황상이 멀리서 그것을 볼까 두려워하여 마침내 문 옆에 대나무를 줄지어 심었으며, 모든 의복과 완구들은 대부분 참람(僭濫)하게 사치스러웠다. 동전(東田, 동궁 소속 전지)에 작은 정원을 만들겠다고 상주하고 동궁의 장리(將吏)들을 건축공사에 교대로 참여시키고 성벽을 쌓고 골목길을 끌어들였는데 골고루 화려하고 멀리까지 뻗쳐있었다. 황상의 성격이 비록 엄하고 눈과 귀를 많이 펼쳐놓았으나 태자가 한 일을 사람들이 감히 알리지 않았다."— 사마광(司馬光)

## 참고 문헌
- 자치통감
- 남제서